# Andriej Popow (aktor)
Andriej Aleksiejewicz Popow (ros. Андре́й Алексе́евич Попо́в; ur. 12 kwietnia 1918, zm. 1983 w Moskwie) – radziecki aktor filmowy i teatralny oraz reżyser teatralny. Laureat Nagrody Stalinowskiej (1950). Ludowy Artysta ZSRR (1965).
Pochowany na Cmentarzu Wwiedieńskim w Moskwie.

## Wybrana filmografia
- 1955: Otello jako Jago
- 1975: Oni walczyli za ojczyznę głos zza kadru
- 1976: Jak Iwanuszka szukał cudu jako Łukomor
- 1979: Kilka dni z życia Obłomowa jako Zachar, sługa Obłomowa